# Societatea Națională a Lignitului Oltenia
Societatea Națională a Lignitului Oltenia Târgu-Jiu a fost înființată ca și o entitate comercială a guvernului României în 1997. Compania își are sediul principal în Târgu-Jiu, Județul Gorj.

Compania își are rezervele în Județul Gorj, Județul Vâlcea și Județul Mehedinți cu rezerve totale de 20 miliarde de tone de cărbuni.
Producția anuală este în jur de 35 milioane de tone de lignit si 4 milioane de tone de antracit, numărul total de angajați fiind în jur de 18,000. În jur de 85 % din producția totală provine din Județul Gorj, în special din nordul județului unde cărbunele este extras în bazinele Motru și Rovinari.
Este unul dintre cei doi mari jucători pe piața de cărbune din România (celălalt fiind Compania Națională a Huilei)
Principalii beneficiari al cărbunelui extras aici sunt marile complexe energetice românești Rovinari cu o putere de 1720 MW, Turceni cu o putere de 2310 MW și Craiova cu o putere de 615 MW făcând Județul Gorj cel mai mare producător de electricitate din România furnizând în jur de 36 % din totalul național. 
Număr de angajați:
- 2011: 8.300[2]
- 2009: 9.000[3]

## Divizii
În anul 2002, din SNLO s-a desprins firma de prestări servicii medicale Medserv Min, deținută tot de SNLO.
În anul 2010, Medserv Min avea un număr de 112 angajați.
Tot în anul 2002, din SNLO s-a desprins și Unitatea de Execuție Foraje (UEF) Motru, unitate de execuție foraje de mare adâncime.
În anul 2005, UEF Motru avea 130 de angajați.

## Bazine carbonifere

### Bazinul Rovinari
- producție anuală de 15.8 milioane de tone de cărbune

### Bazinul Jilț
- producție anuală de 7.6 milioane de tone de cărbune

### Bazinul Motru
- producție anuală de 6.6 milioane de tone de cărbune

Primele lucrări miniere în bazinul Motru au început la Horăști și Leurda în 1960, urmate de mina Ploștina în 1961, mina Lupoaia în 1967, mina Roșiuța în 1968 și mina Motru-Vest în 1976.

### Bazinul Husnicioara
- producție anuală de 3.1 milioane de tone de cărbune

### Bazinul Berbești
- producție anuală de 2.6 milioane de tone de cărbune